# Niewiadom Górny
 Niewiadom Górny (niem. Ober-Niewiadom, 1916–1922 Lentzberg) – część miasta Rybnika położona na południowo-wschodnich rubieżach miasta. Jej główną osią jest ulica Racławicka, a także ulica Sportowa, biegnąca równolegle do rydułtowskich Radoszów. Do 1945 samodzielna wieś i gmina.
Obecnie wraz z Niewiadomiem Dolnym tworzy dzielnicę Niewiadom.

## Historia
Od XIX wieku Niewiadom Górny stanowił odrębną gminę jednostkową w powiecie Rybnik; w 1871 roku gmina Ober-Niewiadom liczyła 220 mieszkańców. W 1916 roku nazwę gminy zmieniono na Lentzberg.
Od 1922 w Polsce i województwie śląskim, w powiecie rybnickim. 1 sierpnia 1924 zniesiono obszar dworski Niewiadom Dolny, włączając go do gmin Niewiadom Dolny i Niewiadom Górny. 1 kwietnia 1929 zniesiono gminę Niewiadom Dolny, włączając ją do gminy Niewiadom Górny, której to 11 sierpnia 1931 zmieniono nazwę Niewiadom. Niewiadom Górny włączono z kolei do nowo utworzonej gminy Niedobczyce 1 grudnia 1945, przekształconą w 1954 w efemeryczną gromadę Niedobczyce. 13 listopada 1954 gromadę Niedobczyce zniesiono w związku z nadaniem jej statusu miasta, przez co Niewiadom stał się integralną częścią miasta Niedobczyce. 27 maja 1975 miasto Niedobczyce włączono do miasta Rybnika, przez co Niewiadom stał się integralną częścią Rybnika.
Niewiadom Górny zwyczajowo nazywany jest „Hoymą” lub „Ignacym” – nazwy te pochodzą od nazw kopalni.